# Corea del Sur en el Clásico Mundial de Béisbol 2006

## Róster en el Clásico Mundial de Béisbol 2006
Lanzadores
- Young Soo Bae (배영수) - Leones de Samsung
- Jung Bong (봉중근) - Cincinnati Reds
- Tae Hyon Chong (정대현) - Wyverns de SK
- Jae Hun Chung (정재훈) - Osos de Doosan
- Byung Doo Jun (전병두) - Tigres de Kia
- Byung-Hyun Kim (김병현) - Colorado Rockies
- Sunny Kim (김선우) - Colorado Rockies
- Dae-Sung Koo (구대성) - Águilas de Hanwha
- Seung Hwan Oh (오승환) - Leones de Samsung
- Chan Ho Park (박찬호) - San Diego Padres
- Myung Hwan Park (박명환) - Osos de Doosan
- Jae Weong Seo (서재응) - Los Angeles Dodgers
- Min Han Son (손민한) - Gigantes de Lotte

Receptores
- In Sung Cho (조인성) - Mellizos de LG
- Sung Heon Hong (홍성흔) - Osos de Doosan
- Kab Yong Jin (진갑용) - Leones de Samsung

Jugadores de cuadro
- Hee-Seop Choi (최희섭) - Dodgers-Medias Rojas
- Dong Joo Kim (김동주) - Osos de Doosan
- Jae Gul Kim (김재걸) - Leones de Samsung
- Jong Kook Kim (김종국) - Tigres de Kia
- Min Jae Kim (김민재) - Águilas de Hanwha
- Tae Kyun Kim (김태균) - Águilas de Hanwha
- Seung Yeop Lee (이승엽) - Gigantes de Yomiuri
- Jin Man Park (박진만) - Leones de Samsung

Jardineros
- Byung Kyu Lee (이병규) - Mellizos de LG
- Jin Young Lee (이진영) - Wyverns de SK
- Jong Beom Lee (이종범) - Tigres de Kia
- Yong Taik Park (박용택) - Mellizos de LG
- Ji Man Song (송지만) - Unicornios de Hyundai

Manejador
- In-Sik Kim (김인식)